# Вила-Пока-ди-Агиар (район)
Ви́ла-По́ка-ди-Агиа́р (порт. Vila Pouca de Aguiar) — населённый пункт и район в Португалии, входит в округ Вила-Реал. Является составной частью муниципалитета Вила-Пока-ди-Агиар. По старому административному делению входил в провинцию Траз-уж-Монтиш и Алту-Дору. Входит в экономико-статистический субрегион Алту-Траз-уш-Монтеш, который входит в Северный регион. Население составляет 3456 человек на 2001 год. Занимает площадь 22,70 км².